# Türkische Nationale Einheitsbewegung
Türk Milli Birlik Hareketi (deutsch Türkische Nationale Einheitsbewegung; mazedonisch Движење за Национално Единство на Турците Dviženje za Nacionalno Edinstvo na Turcite) ist eine politische Partei in Mazedonien. Sie wurde 2006 von ehemaligen Anhängern der Demokratischen Türkischen Partei Mazedoniens gegründet.

## Geschichte
Die Partei wurde 2006 von Erdoğan Saraç in der westmazedonischen Stadt Gostivar gegründet.
Beim dritten Parteikongress am 22. März 2015 wurde Erdoğan Saraç erneut zum Parteivorsitzenden gewählt.

## Ideologie
Die Partei vertritt in erster Linie die Minderheitenrechte der türkischen Bevölkerung in der Republik Mazedonien. Darüber hinaus hat sie viele weitere eher türkisch-nationalistische Ansichten. Sie setzt sich für den Schutz von alten Moscheen ein und behauptet, dass Türken, die nicht Mitglied der VMRO-DPMNE sind, keine Chance auf einen Arbeitsplatz hätten. Sie behauptet außerdem, dass der mazedonische Staat türkische Radios zeitlich beschränke. So ist sie unter anderem für einen Beitritt Mazedoniens in die NATO und in die Europäische Union.
Die Partei respektiert die territoriale Integrität, Souveränität und Unabhängigkeit des Staates Mazedonien und fordert maximale Arbeitsrechte sowie Sozialschutz. Außerdem fordert sie eine vierprozentige Mindestvertretung der türkischen Minderheit im öffentlichen Dienst.